# Ebersbach-Neugersdorf
Ebersbach-Neugersdorf település Németországban, azon belül Szászország tartományban. Lakosainak száma 11 421 fő (2023. december 31.). Ebersbach-Neugersdorf Rumburk, Jiříkov, Neusalza-Spremberg, Kottmar, Leutersdorf és Seifhennersdorf községekkel határos.

## Népesség
A település népességének változása:
| Lakosok száma | 12 072 | 11 994 | 11 526 | 11 441 | 11 421 |
|               | 2017   | 2019   | 2021   | 2022   | 2023   |